# Гладир Юрій Сергійович
Юрій Сергійович Гладир (пол. Jurij Gladyr; нар. 8 липня 1984, Суми) — український і польський (від 2013 року) волейболіст, блокувальник. Гравець чоловічої збірної України з волейболу у 2007—2011 роках, нині — клубу «Ястшембскі Венгель» (польська Плюс Ліга). Дворазовий чемпіон України і чемпіон Польщі.

## Життєпис
Народився 8 липня 1984 року у Сумах (за іншими даними — у Полтаві). Вихованець полтавського волейболу.
З 14 січня 2013 — громадянин Польщі.

### Кар'єра
У сезоні 2007-2008 грав у клубі «Локомотив» (Київ).. 
Сезон 2008-2009 провів у Польській лізі, виступаючи за клуб «АЗС Варшавська Політехніка»
У 2009 році переїхав до клубу «ЗАКСА».
У сезоні 2010-2011 здобув свою першу срібну медаль у чемпіонаті Польщі.
12 березня 2011 року у складі «ЗАКСА» здобув срібну медаль Кубка Європейської конфедерації волейболу (CEV).
У ПласЛіга сезону 2011-2012 отримав бронзову медаль після перемоги в матчі з «Ястшембським Венґелем».
27 січня 2013 року виграв Кубок Польщі.
У сезоні 2012-2013 років Гладир здобув свою другу срібну медаль чемпіонату Польщі, у фіналі його команда програла «Асеко Ресовії».
16 березня 2014 року виграв Кубок Польщі разом із «ЗАКСА».
У 2015 році продовжив контракт з клубом. У 2016 році залишив ЗАКСА та приєднався до клубу «Скра» (Белхатів).
Перед початком сезону 2018-2019 перейшов до складу італійського клубу «Emma Villas» (Сієна).
Цікаво, що саме його помилка на подачі за рахунку 21:24 дозволила суперникові — колишньому клубу Юрія ЗАКСА — набрати чемпіонський пункт у гостьовому поєдинку, перемігши «Ястшембський Венґель» у Ястшембе-Здруї 3:0.

## Досягнення

### Клуби
- Ліга чемпіонів ЄКВ
- Кубок CEV
  -  2010/2011 — із ЗАКСА

- Національні чемпіонати
  - 2005/2006 Чемпіонат України, з «Азотом» Черкаси
  - 2007/2008 Чемпіонат України, з київським «Локомотивом»
  - 2012/2013 Кубок Польщі, із ЗАКСА (Кендзежин-Козьле)
  - 2013/2014 Кубок Польщі, із ЗАКСА
  - 2015/2016 Чемпіонат Польщі, із ЗАКСА
  - 2017/2018 Турецький Суперкубок, із «Фенербахче» Стамбул
  - 2020/2021 Польський Суперкубок, з «Ястшембським Венґелем»[14]
  - 2021/2022 Польський Суперкубок, з «Ястшембським Венґелем»
  - 2022/2023 Польський Суперкубок, з «Ястшембським Венґелем»[14]

### Індивідуальні нагороди
- 2011: Кубок Польщі — найкращий центральний блокуючий
- 2021: Чемпіонат Польщі —  Best Server
- 2022: Суперкубок Польщі — найцінніший гравець